# Sémézies-Cachan
Sémézies-Cachan település Franciaországban, Gers megyében. Lakosainak száma 54 fő (2022. január 1.). Sémézies-Cachan Faget-Abbatial, Lartigue, Saint-Élix, Saramon és Simorre községekkel határos.

## Népesség
A település népessége az elmúlt években az alábbi módon változott:
| Lakosok száma | 125  | 80   | 71   | 77   | 66   | 66   | 66   | 66   | 62   | 54   |
|               | 1968 | 1982 | 1990 | 2006 | 2013 | 2015 | 2017 | 2019 | 2020 | 2022 |